# The Shield (comics)
The Shield est un super-héros créé en 1940 par Harry Shorten et Irv Novick. Il est le premier super-héros patriotique.

## Origine du personnage
The Shield est créé en janvier 1940 par Harry Shorten au scénario et Irv Novick au dessin pour MLJ Comics.
L'origine de ses super-pouvoirs n'est révélée que dans le comics Shield numéro 5.

## Biographie fictive
Le père du jeune Joe Higgins, qui fut agent secret durant la première guerre mondiale, est assassiné par des saboteurs qui laissent des indices pouvant faire croire que sa mort est consécutive à un abandon de poste. J. Edgar Hoover ne croit pas à cela et apporte son soutien à Joe. Celui-ci à la suite d'expériences avec des produits chimiques acquiert des super-pouvoirs (vitesse surhumaine, résistance aux balles et sens beaucoup plus développés que la normale). Il se fabrique un costume, prend le nom de The Shield et cherche les assassins de son père. Après cela, il travaille pour Hoover qui est le seul à connaître sa véritable identité. Avant la guerre, il combat des nazis, des Mosconians (peuple de fiction inspiré des communistes soviétiques), des saboteurs ou des criminels qui profitent de la situation de guerre imminente pour réaliser leurs délits. Les nazis et les Mosconians sont sur un pied d'égalité et sont deux menaces contre les États-Unis ce qui reflète la vision très négative des deux régimes par les américains.